# 亞洲物流科技
亞洲物流科技有限公司，簡稱亞洲物流科技（英語：ASIA LOGISTICS TECHNOLOGIES LIMITED，港交所除牌時0862.HK），在2000年7月31日起，從華益控股有限公司更名而來，當時是陳國強持有該公司。
曾經在香港經營物流解決方案業務，但由於受到科網股爆破，於是在2004年，已出售給魯連城，在7月6日，更名為新世界移動控股有限公司，之後在2009年12月24日，更名為Vision Values Holdings Limited。

## 連結
- VisionValues.com.hk （页面存档备份，存于）